# Alsheim
Alsheim es un municipio situado en el distrito de Alzey-Worms, en el estado federado de Renania-Palatinado (Alemania). Su población estimada a finales de 2016 era de 2684 habitantes.
Se encuentra ubicado al este del estado, a poca distancia al norte de la ciudad de Worms, al sur de Maguncia —la capital del estado— y al oeste del río Rin, que lo separa del estado de Hesse.

## Historia
Población del Electorado del Palatinado desde 1532, fue ocupada por las tropas españolas en septiembre de 1620 durante la campaña del Palatinado. A finales de 1631 fue tomada por los suecos. La paz de Westfalia supuso su devolución al Palatinado. Pasó a Francia entre 1797-1814, cuando es anexionado por Hesse-Darmstadt.